# Wadley (Georgia)
Wadley is een plaats (city) in de Amerikaanse staat Georgia, en valt bestuurlijk gezien onder Jefferson County.

## Demografie
Bij de volkstelling in 2000 werd het aantal inwoners vastgesteld op 2088.
In 2006 is het aantal inwoners door het United States Census Bureau geschat op 1984, een daling van 104 (-5,0%).

## Geografie
Volgens het United States Census Bureau beslaat de plaats een oppervlakte van
11,9 km², waarvan 11,8 km² land en 0,1 km² water. Wadley ligt op ongeveer 77 m boven zeeniveau.

## Plaatsen in de nabije omgeving
De onderstaande figuur toont nabijgelegen plaatsen in een straal van 24 km rond Wadley.